# Hans Machowiak
Hans Machowiak (* in Bremen) ist ein deutscher Schauspieler, Theaterregisseur und Sprecher.

## Leben
Hans Machowiak studierte Schauspiel am Hamburger Schauspiel-Studio Frese und schloss seine Schauspielausbildung mit der Diplom-Bühnenreife ab. Es folgten erste Engagements am Deutschen Schauspielhaus, am Altonaer Theater und am St. Pauli-Theater. Er gastierte im Laufe seiner Bühnenkarriere u. a. am Staatstheater Stuttgart, am Theaterhaus Gessnerallee in Zürich, in den Sophiensælen Berlin, am Lichthof Theater in Hamburg, an der Landesbühne Hannover und am Theater Koblenz.
Seit 2008 ist er regelmäßig als Schauspieler in Tourneeproduktionen der Konzertdirektion Landgraf zu sehen, wo u. a. Klaus Mikoleit und Gerd Silberbauer seine Bühnenpartner waren. Zu seinen Rollen bei der Konzertdirektion Landgraf gehörten u. a. Thomas Buddenbrook in Buddenbrooks (nach dem gleichnamigen Roman von Thomas Mann), der Ingenieur Oderbruch in Des Teufels General von Carl Zuckmayer und der Gymnasiast Lohmann in Der blaue Engel. Seit 2020 ist Hans Machowiak in der „Dramödie“ Extrawurst bei der Konzertdirektion Landgraf zu sehen.
Ab 2010 trat Machowiak bei den Fontane-Festspielen in Neuruppin auf, wo er mehrere Jahre die Rolle des Halbbruders Gerdt Minde in der musikalischen Produktion „Grete Minde“ (nach Theodor Fontane, Musik: Siegfried Matthus) spielte und seit 2019 bei den literarischen Stadtspaziergängen sowie Lesungen mitwirkt.
Seit 2019 ist er Ensemblemitglied beim „Theatersommer Netzeband“, wo er in Ellernklipp (nach der gleichnamigen Novelle von Theodor Fontane) erstmals auftrat. Seit 2021 ist er Künstlerischer Leiter der Sparte Schauspiel bei „Netzeband Kultur“. Als Regisseur inszenierte er beim „Theatersommer Netzeband“ u. a. Metropolis in einer eigenen Fassung, Othello (nach William Shakespeare) sowie eigene Produktionen nach literarischen Werken von Leo Tolstoi, Frank Wedekind und Max Reinhardt.
2024 gastierte Machowiak mit der Landgraf-Produktion Extrawurst bei den Luisenburg-Festspielen. Seit 2024 spielt er in der THESPISKARREN-Tourneetheater-Produktion Miss Daisy und ihr Chauffeur an der Seite von Doris Kunstmann und Ron Williams die Rolle des Sohnes Boolie Werthan.
Neben seiner Bühnenarbeit ist Hans Machowiak als Sprecher in den Bereichen Synchronisation, Hörspiel und Hörfunk tätig. Er ist u. a. die deutsche Stimme des britischen „Game of Thrones“-Darstellers Alfie Allen. Seit 2009 ist er der Sprecher des „Theatersommers Netzeband“.
Machowiak lebt in Berlin.

## Theaterproduktionen (Auswahl)
- 2008–2011: Buddenbrooks (von John von Düffel nach Thomas Mann), Konzertdirektion Landgraf – Rolle: Thomas Buddenbrook[10]
- 2010: Das Fußballwunder von Bern, Konzertdirektion Landgraf – Rolle: Fritz Walter[11]
- 2011: Schachnovelle, Konzertdirektion Landgraf – Rolle: Vernehmungsrichter[12]
- 2014: Der blaue Engel (von Peter Turrini, nach Heinrich Mann), Konzertdirektion Landgraf – Rolle: Schüler Lohmann[13]
- 2016–2018: Des Teufels General, Konzertdirektion Landgraf – Rolle: Ingenieur Oderbruch[14]
- 2019: Ellernklipp (nach Theodor Fontane), Theatersommer Netzeband – Rolle: Balzer Bocholt
- 2020: Bluthochzeit, Theatersommer Netzeband – Rolle: Leonardo
- seit 2020/21: Extrawurst (von Dietmar Jacobs und Moritz Netenjakob), Konzertdirektion Landgraf – Rolle: Torsten Pfaff
- 2021: Frühlings Erwachen, Theatersommer Netzeband – Rolle: Melchior Gabor
- seit 2024: Miss Daisy und ihr Chauffeur, Tourneetheater THESPISKARREN – Rolle: Boolie Werthan

## Regiearbeiten (Auswahl)
- 2021: Das Regiekollegium (nach Max Reinhardt), Theatersommer Netzeband
- 2021–2024: WEDEKIND: AUFSCHREI (von Hans Machowiak nach Frank Wedekind), Theatersommer Netzeband
- 2022: Metropolis (von Hans Machowiak, nach Fritz Lang und Thea von Harbou), Theatersommer Netzeband
- 2023: Tolstoi vs. Tolstoi: Szenen einer Ehe (von Hans Machowiak, nach Leo Tolstoi), Theatersommer Netzeband
- 2024: Othello (von William Shakespeare), Theatersommer Netzeband
- 2024: Missbildungen (von Ariana Emminghaus), Theatersommer Netzeband

## Synchronarbeiten (Auswahl)
- 2007: Eichmann für Troy Garity[15]
- 2008: Flashbacks of a Fool für Alfie Allen[4]
- 2009: Across the Hall für Danny Pino[15]